# Raúl Juliá
Raúl Rafael Carlos Juliá y Arcelay, conegut artísticament com a Raúl Juliá (San Juan, 9 de març de 1940 - Manhasset, Nova York, 24 d'octubre de 1994) va ser un actor porto-riqueny que va viure i va desenvolupar la major part de la seva carrera als Estats Units i va obtenir un Globus d'Or. Va realitzar treballs dramàtics, còmics i musicals tant de teatre, cinema i televisió. Juliá va aconseguir fama internacional en interpretar «Gómez» a la saga La família Addams de la dècada del 1990.

## Biografia
Va néixer a la urbanització Floral Park de San Juan, Puerto Rico, el 9 de març de 1940. Va ser el major de quatre germans i germanes; el seu germà Carlos Rafael va morir en un accident de trànsit el 1960. La seva mare era una mezzo-soprano que va abandonar una potencial carrera com a cantant quan es va casar amb el pare de Raúl. Alguns dels seus familiars per part de pare eren músics a temps parcial.
El pare de Raúl, a meitat de la dècada dels 50, va obrir un restaurant en San Juan al que va anomenar “La cueva del Chicken Inn”. El restaurant va ser fundat a la casa on Raúl i el seu germà Rafael van néixer, així que els fills del matrimoni Juliá van créixer en el negoci familiar.
Raúl va cursar estudis elementals en el Col·legi Esperit Sant d'Hato Rey i es va graduar del Col·legi Sant Ignasi de Loiola de Rio Piedras que era dirigit pels Jesuïtes. En aquest últim va tenir fer amistat amb el futur independentista porto-riqueny Rubén Berríos Martínez. Després de passar un any a la Universitat de Fordham, i com a conseqüència indirecta de la mort del seu germà, va tornar a Puerto Rico i va finalitzar els seus estudis a la Universitat de Puerto Rico llicenciant-se en Art. Durant la seva estada a la universitat es va fer membre de la germandat Fi Sigma Alfa.

### Inicis artístics
Va obtenir el grau de Batxiller en el Recinte de Rio Piedras (UPR) i va començar a estudiar Dret. Però després d'abandonar la carrera es va traslladar a Nova York en 1964 per dedicar-se al teatre. Va estudiar art dramàtic amb Wynn Handman i va iniciar la seva carrera teatral de la mà de José Papp. La seva primera representació va ser La vida es sueño de Calderón de la Barca. Es va consolidar com a actor professional en l'àmbit nord-americà; va participar en el programa de televisió Barri Sèsam i en la pel·lícula The Panic in Needle Park (1971) al costat d'un jove Al Pacino.

### Cinema
La seva primera pel·lícula va ser L'inspector Tibbs contra l'organització (1971). Després va participar en The Panic in Needle Park, però no es va afermar al cinema fins a deu anys més tard. Va fer un paper a Història d'amor de Francis Ford Coppola. Va estrenar en teatre el musical Nine (1982) que va ser reposada amb Antonio Banderas i després portada al cinema en 2009 per Rob Marshall.
En 1985 Juliá va rodar O Beijo da Mulher Aranha on va ser nominat al Globus d'Or com a millor actor i el co-protagonista William Hurt va guanyar l'Oscar.
En els anys següents Juliá va treballar amb diversos directors com Sidney Lumet, Paul Mazursky, Sydney Pollack (Havana) i Clint Eastwood. Va participar en La família Addams (1991) de Barry Sonnenfeld on va tenir com a companys de repartiment a Anjelica Huston i a una jove Christina Ricci, Posteriorment va gravar una seqüela (Addams Family Values) dirigida igualment per Sonnenfeld.
Va interpretar al vilà M.Bison a la pel·lícula Street Fighter, l'última batalla (1994), basada en el videojoc de lluita de l'empresa Capcom. Al final del film, en els títols de crèdit es pot llegir «For Raúl: Vaya con Dios», en homenatge seu, ja que durant el rodatge de la pel·lícula ja es trobava bastant malalt i va morir abans de l'estrena.
El seu últim treball va ser una pel·lícula produïda pel canal de cable Home Box Office en la qual interpreta l'ecologista brasiler Chico Mendes.

## Filmografia
| Any  | Títol                                    | Personatge                         | Director             |
| ---- | ---------------------------------------- | ---------------------------------- | -------------------- |
| 1969 | Precio del placer                        | Bernard L. Kowalski                |                      |
| 1969 | Love of life                             | Miguel Garcia                      |                      |
| 1970 | McCloud: Who killed miss U.S.A.?         | Padre Nieves                       |                      |
| 1971 | The Organization                         | Juan Mendoza                       | Don Medford          |
| 1971 | Been Down So Long It Looks Like Up to Me | Juan Carlos Rosenbloom             | Jeffrey Young        |
| 1971 | The Panic in Needle Park                 | Marco                              | Jerry Schatzberg     |
| 1971 | Barrio Sésamo                            | Rafael                             |                      |
| 1974 | The Bob Newhart show                     | Gregory Robinson                   |                      |
| 1974 | El Rei Lear                              | Edmund                             | Edwin Sherin         |
| 1974 | Aces up                                  | Sheldon Leonard                    |                      |
| 1975 | Death scream                             | Detective Nick Rodriguez           | Richard T. Heffron   |
| 1976 | Locos al volante                         | Franco Bertollini                  | Charles Bail         |
| 1978 | Els ulls de Laura Mars                   | Michael Reisler                    | Irvin Kershner       |
| 1979 | Isabel, la negra                         | Paulo                              | Efraín López Neris   |
| 1979 | Otel·lo                                  | Othello                            | Joseph Papp          |
| 1981 | Strong medicine                          | Richard Foreman                    |                      |
| 1982 | Tempestad                                | Kalibanos                          | Paul Mazursky        |
| 1982 | Maestro en fugas                         | Stu Quinones                       | Caleb Deschanel      |
| 1982 | Història d'amor                          | Ray                                | Francis Ford Coppola |
| 1984 | The new show                             |                                    |                      |
| 1985 | Overdrawn At The Memory Bank             | Aram Fingal/Rick Blaine            | Douglas Williams     |
| 1985 | Compromising positions                   | David Suarez                       | Frank Perry          |
| 1985 | O Beijo da Mulher Aranha                 | Valentin Arregui                   | Héctor Babenco       |
| 1985 | Mussolini: the untold story              | Conde Galeazzo Ciano               | William A. Graham    |
| 1985 | La gran fiesta                           | Marcos Zurinaga                    |                      |
| 1986 | L'endemà al matí                         | Joaquin Manero                     | Sidney Lumet         |
| 1986 | Conexión en Florida                      | Carlos Jayne                       | Mike Hodges          |
| 1987 | Trading hearts                           | Vinnie Iacona                      | Neil Leifer          |
| 1987 | The Alamo: thirteen days to glory        | General Antonio López de Santa Ana | Burt Kennedy         |
| 1988 | Connexió tequila                         | Carlos/Comandante Xavier Escalante | Robert Towne         |
| 1988 | Onassis: el hombre más rico del mundo    | Aristóteles Onassis                | Waris Hussein        |
| 1988 | Tango Bar                                | Ricardo                            | Marcos Zurinaga      |
| 1988 | Moon Over Parador                        | Roberto Strausmann                 | Paul Mazursky        |
| 1988 | Los penitentes                           | Ramon Guerola                      | Cliff Osmond         |
| 1989 | Romero                                   | Arzobispo Óscar Romero             | John Duigan          |
| 1990 | Havana                                   | Arturo Durán                       | Sydney Pollack       |
| 1990 | El principiant                           | Strom                              | Clint Eastwood       |
| 1990 | La resurrección de Frankenstein          | Dr. Victor Frankenstein            | Roger Corman         |
| 1990 | Presumpte innocent                       | Sandy Stern                        | Alan J. Pakula       |
| 1990 | Mack, el cuchillo                        | MacHeath                           | Menahem Golan        |
| 1991 | La família Addams                        | Gomez Addams                       | Barry Sonnenfeld     |
| 1992 | La peste                                 | Cottard                            | Luis Puenzo          |
| 1993 | Addams Family Values                     | Gomez Addams                       | Barry Sonnenfeld     |
| 1994 | Estación ardiente                        | Chico Mendes                       | John Frankenheimer   |
| 1994 | Street Fighter: La Última Batalla        | General M. Bison                   | Steven E. de Souza   |
| 1995 | Down came a blackbird                    | Tomás Ramirez                      | Jonathan Sanger      |